# A-136
La carretera A-136 es una vía de titularidad autonómica aragonesa, que une la ciudad de Biescas con el Portalet y el sur de Francia, pasando por el Valle de Tena. Tiene una longitud de unos 27 kilómetros aproximadamente.
La carretera comienza en un cruce con la carretera N-260 al norte de Biescas, y transcurre paralelamente al río Gállego durante todo el recorrido. Pasa por el centro de Escarrilla, dónde encontramos el único túnel de esta carretera, el túnel de Escarra. Atraviesa la presa y el embalse de Lanuza hasta llegar al desvío que lleva a Sallent de Gállego. A los 3 km llegamos a la urbanización de Formigal y hasta llegar a la frontera con Francia, encontramos a mano izquierda los aparcamientos de las pistas de esquí de la Aramón Formigal.